# Sporetus variolosus
Sporetus variolosus är en skalbaggsart som beskrevs av Monné 1998. Sporetus variolosus ingår i släktet Sporetus och familjen långhorningar. Inga underarter finns listade i Catalogue of Life.